# William Petre
William Petre, död 1572, var en engelsk politiker. Han var Secretary of State till Henrik VIII, Edvard VI och Maria I. 